# De-Lovely
De-Lovely är en amerikansk film från 2004, i regi av Irwin Winkler. Filmen hade svensk premiär 15 oktober 2004.

## Handling
Filmen handlar om den amerikanske kompositören Cole Porter.

## Rollista i urval
- Kevin Kline - Cole Porter
- Ashley Judd - Linda Lee Thomas/Porter
- Jonathan Pryce - Gabe (Ärkeängeln Gabriel)
- Kevin McNally - Gerald Murphy
- Sandra Nelson - Sara Murphy
- Allan Corduner - Monty Woolley
- Peter Polycarpou - Louis B. Mayer
- Keith Allen - Irving Berlin
- James Wilby - Edward Thomas
- Kevin McKidd - Bobby Reed
- Richard Dillane - Bill Wrather
- John Barrowman - Jack
- Peter Jessop - Diaghilev
- Edward Baker-Duly - Boris Kochno
- Jeff Harding - Cody
- Caroline O'Connor - Ethel Merman

### Artister/nummer
- Robbie Williams: It's De-Lovely
- Elvis Costello: Let's Misbehave
- Alanis Morissette: Let's Do It, Let's Fall In Love
- Sheryl Crow: Begin The Beguine
- Mick Hucknall: I Love You
- Diana Krall: Just One Of Those Things
- Natalie Cole: Ev'ry Time We Say Goodbye